# كاتيا ليل
يكاترينا نيكولاييفنا تشوبرينينا ( الروسية: Екатерина Николаевна Чупринина ; من مواليد 20 سبتمبر 1974)، اشتهرت باسمها المسرحي كاتيا ليل ( Катя Лель ), مغنية بوب روسية.

## بداياته
ولدت تشوبرينينا في 20 سبتمبر 1974 في نالتشيك، جمهورية كاباردينو-بلقاريا الاشتراكية السوفيتية المستقلة ( جمهورية كاباردينو-بلقاريا حاليًا). قضت كاتيا طفولتها هناك، حيث تخرجت من مدرسة الموسيقى.

## دراسات الموسيقى
في عام 1994، التحقت بقسم الصوت في الأكاديمية الروسية للموسيقى في موسكو. وكان معلموها هناك جوزيف كوبزون، الذي أُشيد به باعتبارها "الصوت الرسمي للاتحاد السوفيتي" وليف ليشينكو، وهو مغنٍ مشهور آخر، قامت بأداء مميز في الحفل الختامي في دورة الألعاب الأولمبية الصيفية عام 1980 في موسكو.

## المسيرة الموسيقية
في عام 1998، وبعد تخرجها، بدأت مسيرتها المهنية الفردية، وأصدرت الألبوم الناجح Champs Elysee وبدأت جولة ناجحة. في عام 2003، غيرت أسلوب أدائها الموسيقي وبدأت العمل مع المنتج Maxim Fadeev. خلال شراكتهما، تم إصدار الأغنية الناجحة Moy Marmeladny (Мой Мармеладный) في 28 فبراير 2003 وأصبحت الأغنية في أعلى المخططات في عدد من دول الكومنولث المستقلة. ظهرت أغنية Moy Marmeladny (Мой мармеладный) مرة أخرى على منصة التواصل الاجتماعي TikTok في نوفمبر 2023. قلد المستخدمون الموضة الروسية النمطية أثناء مزامنة الشفاه مع الأغنية، وارتداء معاطف الفرو وقبعات الفرو، وحصلت العديد من المقاطع الصوتية المختلفة لها على أكثر من 100 ألف منشور وحصلت على مليارات المشاهدات. ردًا على ذلك، كتبت تشوبرينينا على إنستغرام:"أشكر كل واحد منكم، يا أحبائي، أنتم السعداء من أجلي ومن أجل ماكس، أنتم الذين تدعموننا! الحياة غير متوقعة ومذهلة بمفاجآتها.  من الأخطاء الشائعة في كلمات أغنيتها الشهيرة أن الناس سيقولون "مربى البرتقال ومربى البرتقال" بينما الترجمة الأفضل هي "مارميلاديني".

### ألبومات الاستوديو
- Yeliseyskiye polya (1998)
- تعويذة (1999)
- ساما (2000)
- Mezhdu nami (2002)
- دزاغا-دزهاغا (2004)
- كروتشو فيرشو (2005)
- Ya tvoya (2008)
- Solntse lyubvi (2013)
- Moya tema (2019)
- سيانييه (2020)

## الحياة الشخصية
من عام ٢٠٠٨ إلى عام ٢٠٢٣، تزوجت كاتيا ليل من رجل الأعمال إيغور كوزنيتسوف. وأنجبا ابنة اسمها إميليا.

## روابط خارجية
- كاتيا ليل التسجيلات من ديسكاغز.كوم